# World ParaVolley
World ParaVolley (tot 2014 de World Organisation Volleyball for Disabled, WOVD) is de internationale Bond voor Volleybal voor gehandicapten.

## Geschiedenis
De internationale ontwikkeling van Volleybal voor gehandicapten kan worden toegeschreven aan de activiteiten van de Haarlemmer Pieter Joon. Dankzij zijn initiatieven werd tijdens de Paralympics van 1980 een International Committee Volleyball for Disabled opgericht. De tijdelijke bestuursleden waren Mr I. Barlund (SWE), Mr H. Haep (GER), Mr K. Aga (NOR), Mr R. Vute (YUG) and Mr P. Joon (NED). Mr Harald Natvig (NOR) werd toegevoegd, als arts, om de internationaal vastgestelde classificatiekeuringen te doen. Spelers moesten niet alleen minimaal een lichamelijke beperking hebben, maar werden ook in een bepaalde klassen ingedeeld. De oprichtings landen tijdens de eerste formele bijeenkomst in 1981, waren die die ook deelnamen aan het Volleybal van de Parlympics in 1980. Een definitief bestuur wordt gekozen: Mr Pieter Joon (NED) Chairman, Mr K. Aga (NOR), Mr I. Barlund (SWE), Mr H. Haep (GER) and Mr A. ‘t Hart (NED). De Commissie nam meteen 2 belangrijke beslissingen. De hoogte van het net gaat van 1.20 naar 1.15 m en in Zitvolleyball wordt geen classificatie- en puntensysteem gehanteerd.
De landen die het Zitvolleybal spelen stelden nadrukkelijk, dat zij wel de "minimal disability" keuring wilden, maar geen classificatiesysteem zoals bij het Staandvolleybal.

### De start van Volleybal
In 1851 werd er in Engeland al een balspel gespeeld wat op Volleybal leek, het duurde echter tot 1895 tot de Amerikaan William G. Morgan een spel ontwierp die als de voorloper van ons huidige Volleybal kan worden beschouwd.
Vooral het Amerikaanse leger en de YMCA hebben ertoe bijgedragen, dat het Volleybal zich wereldwijd ontwikkelde.

### De start van gehandicaptensport
Sir (toen Doctor) Ludwig Guttmann – Neurologist and Neurosurgeon – emigreerde met zijn familie naar Engeland in maart 1939 vanuit nazi-Duitsland. In begin 1944, hij deed wetenschappelijk onderzoek op de Oxford Universiteit, werd hij door de Britse Overheid gevraagd om een 
Spinal Injury Centre in het Stoke Mandeville Hospital op te zetten. Hier kon hij zijn unieke ideeën over behandeling en revalidatie van de dwarslaesie patiënt in de praktijk brengen.
Dat hij succesvol was met het opzetten van een dwarslaesie service, wat een model voor de wereld werd, is een historisch feit. Maar er was een bijzonder aspect in zijn filosofie en visie, die verreikende invloed had op het leven, niet alleen van mensen met een dwarslaesie, maar voor vele andere gehandicapten op de wereld.
Sir Ludwig zei altijd: “If I ever did one good thing in my medical career, it was to introduce sport into the treatment and rehabilitation program of spinal cord sufferers and other severely disabled.” 
In 1948 werden de eerste Stoke Mandeville Games gehouden met een deelname van 16 rolstoelers in een toernooi voor boogschutters. Deze Games kregen voor het eerst in 1952 een internationaal karakter door de deelname van een Nederlands team van het Militair Revalidatie Centrum Aardenburg.

## Zitvolleybal
De eerste tekenen van Volleybal voor gehandicapten zijn uit 1953. Volleybal als sport is in Nederland erg populair. De start van gehandicaptensport is geïnitieerd door het Militair Revalidatieoord Aardenburg. Een van de sportactiviteiten was daar rolstoelvolleybal. De spelers waren "dwarslaesies" en oorlogsveteranen. Rolstoelvolleybal moest het opnemen tegen het alsmaar populairder wordende rolstoelbasketbal. Het duurde nog ruim 3 jaar voordat een nieuwe sport Zitvolleybal werd geïntroduceerd.
In Nederland werden verschillende sporten zittend gespeeld door oorlog slachtoffers. Sitzbal en Faustbal werden vooral in de ons omringende landen als Scandinavië, Duitsland en België gespeeld.
In Nederland werden deze sporten echter te statisch beoordeeld en niet aantrekkelijk en men zocht meer naar een technische spelletje zoals Volleybal.
Twee leden van het sportcomité van de Bond van Militaire Oorlogsslachtoffers, de heren Tammo van der Scheer en Anton Albers, ontwierpen een nieuw spel en zij noemden het Zitvolleybal
De spelregels van het reguliere Volleybal werden aangepast om het zittend te spelen op een kleiner veld.
Het spel en de competities moesten niet alleen voor oorlogsslachtoffers open staan, maar ook voor alle burgers met een lichamelijke handicap. De afmetingen van het veld zijn 10m x 6m en de hoogte van het net is 1.20m. Om medische reden was het niet toegestaan om met de vuist te smashen.
Dat de heren een weldoordacht spel hebben gecreëerd, blijkt uit het feit dat sindsdien alleen de nethoogte met 5 cm is gedaald.

## Ontwikkeling
20 jaar is een relatief korte periode voor de ontwikkeling van volleybal voor gehandicapten.
Terug kijkend op deze jaren, dan kan zeker gesteld worden dat Nederland de eer heeft om het Zitvolleybal van een nationale tot een internationale sport te ontwikkelen. Vanaf de jaren 1950 tot 1979 was zitvolleybal vooral een Nederlandse sport. Vooral dankzij het voorzitterschap van de Nederlander Pieter Joon werd zitvolleybal internationaal geaccepteerd en populair. De introductie van volleybal in 1980 in de Internationale Sportbeweging voor gehandicapten gaf ook een fundamenteel probleem.
Internationaal waren de Sport Federaties verdeeld in 4 gehandicapten categorieën: Paralyzed- Amputees - Blind - Cerebral Palsy.
Voor iedere categorie was een medisch classificatiesysteem ontwikkeld. Het volleybal was niet zo gefocust op een specifieke handicap, integendeel een ieder die wilde mocht meedoen. In zitvolleybal was slechts een minimale handicap vereist en bij het staandvolleybal werd de oorspronkelijke "amputee classification" gewijzigd in een meer "functional classification".
Dit functional classification-systeem was gebaseerd op wat een speler wel kon en niet langer gebaseerd op zijn handicap. Hierdoor namen bij het volleybal spelers deel, die verschillende soorten handicaps bezaten. Dit in tegenstelling tot de andere sporten, die alleen maar sporters met een bepaalde handicap toelieten. Het duurde tot 1984 voordat de International Federation (ISOD) begreep dat ook mensen met andersoortige handicaps moesten worden toegelaten.
Volleybal was de voorloper voor de latere nieuwe internationale handicapcategorie "Les Autres". 
Het voordeel voor zitvolleybal was, dat het geen classificatiesysteem en puntensysteem had, zoals andere internationale team sporten. Om een team samenstellen hoefde de coach de beste technische speler te selecteren en niet te letten op de aard van zijn handicap.
Dit kan ook de oorzaak zijn van het grote succes van deze sport in de gehandicapten-sportwereld.
Een zitvolleybalspeler met een beenamputatie zei eens: "Ik kijk er altijd weer naar uit om te spelen, als ik speel voel ik mij als een vis in het water".
De landen die het staandvolleybal speelden bleven echter aan het puntensysteem vasthouden, tot grote teleurstelling van veel spelers en coaches.
Het team van Iran nam in 1985 de onaantastbaar lijkende positie van Nederland over. De verandering in het zitvolleybal is sindsdien fenomenaal. De vooruitgang is niet alleen de ontwikkeling, maar ook het niveau en het aantal competities wereldwijd. Begonnen als een revalidatie techniek is zitvolleybal gegroeid naar een van de meest populaire teamsporten.

## Activiteiten
De WOVD heeft het doel om de groei en ontwikkeling van volleybal voor gehandicapten in alle landen ter wereld te stimuleren, door een georganiseerd programma van opleidingen, instructies en competities.
Bij al haar activiteiten zal de WOVD de samenwerking zoeken met de Nationale Volleybal Federaties (NeVoBo) en de Nationale Gehandicapten Sportorganisaties.
De WOVD heeft 4 activiteiten in haar programma: Jeugdvolleybal, Staand-Volleybal en Zitvolleybal voor mannen en vrouwen. 
Naast de regelmatige coach- en scheidsrechters opleidingen worden jaarlijks de Zonal- en World Championships georganiseerd.
De WOVD is sedert 1980 erkend door het International Paralympic Committee (IPC) en Volleybal is sindsdien formeel een Paralympische sport.
- Resultaten Paralympics Volleybal
- Resultaten Wereldkampioenschappen WOVD
- Resultaten Europesekampioenschappen ECVD
- Resultaten Euro Cup ECVD

## Organisatie
Organisatorisch is de WOVD in 4 Zones verdeeld: Europa (ECVD), Afro/Arab (AACVD), Asia/Oceanic (AOCVD) en Pan American (PACVD). 